# Ludovic-Joseph, Delfin al Franței

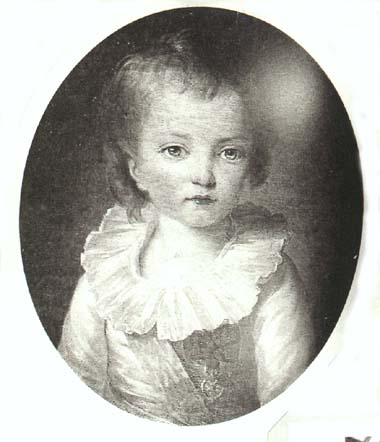
Ludovic al Franţei.
Portret de Élisabeth Vigée-Lebrun.

Louis-Joseph Xavier Francois, Dauphin of France (n. 22 octombrie 1781, Versailles, communauté d'agglomération Versailles Grand Parc⁠(d), Regatul Franței – d. 4 iunie 1789, Meudon, Métropole du Grand Paris, Franța) a fost al doilea copil și primul fiu al regelui Ludovic al XVI-lea al Franței și a Mariei Antoaneta. Ca moștenitor al tronului Franței, a fost numit Delfin. Fiind cel mai mare fiu al regelui era Fiu al Franței.
Ludovic-Joseph a murit la vârsta de șapte ani de tuberculoză. La moartea lui, titlul de Delfin a trecut fratelui său mai mic Ludovic-Charles, Duce de Normandia (1785–1795), care a supraviețuit tatălui său și a murit în închisoare la vârsta de zece ani.

## Arbore genealogic
| Ludovic-Joseph, Delfin al Franței Casa de BourbonRamură a Dinastiei CapețienilorNaștere: 22 octombrie 1781 Deces: 4 iunie 1789 |                                                    |                         |
| Regalitate franceză |                                                    |                         |
| Predecesor: Louis-Auguste | Delfin al Franței 22 octombrie 1781 – 4 iunie 1789 | Succesor: Louis-Charles |

1. 1 2  Louis Joseph, Dauphin of France, SNAC, accesat în 9 octombrie 2017
2. ↑  Union List of Artist Names, 9 august 2012, accesat în 21 mai 2021
3. ↑  IdRef, accesat în 11 mai 2020